# 生長の家政治連合
生長の家政治連合（せいちょうのいえせいじれんごう）は、1964年（昭和39年） - 1983年（昭和58年）に活動していた日本の政治団体（政党）。生長の家の信徒らが中心となって結成した。

## 概要
1964年（昭和39年）に発足。略称、生政連。生長の家創始者の谷口雅春は、戦時下では皇軍必勝を唱えた。戦後も「日本の天皇が国家生命の全機的統一者」であるなどとし、政治結社・全国精神主義連盟、生長の家選挙対策委員会などを設置し、社会活動・政治活動を行っていた。1960年代に入り政治運動を活発化させ、1964年（昭和39年）に生長の家政治連合（略称：生政連）が発足した。
生政連の目的は「『生命の実相』の精神を日本国民全てに浸透せしめ、唯神実相哲学の原理を政治面に実現し、もって政界を浄化し、唯物論的世界観を克服した真の日本建設と人類公明化に貢献する」というものであった。
1966年（昭和41年）には全国約200の大学を組織して「生長の家学生会全国総連合」（略称・生学連）を、1967年（昭和42年）にはカトリックなどとともに、「優生保護法改廃期成同盟」（のちの「母と胎児のいのちを守る会」）を、1969年（昭和44年）には佛所護念会教団などとともに「自主憲法制定国民会議」を結成している。その他、1969年（昭和44年）に結成された全国学生自治体連絡協議会（略称：全国学協）にも生学連関係者が複数関わっている。
生政連は、かつては組織内議員を当選させたこともあり、地方議会レベルでは独自の公認候補の当選例（合志栄一等）もあった。また、生政連は、1970年代の「元号法制化運動」などの原動力ともなった、との指摘がある。
1983年（昭和58年）、生長の家が方針を転換し、政治関与を止めたことで、生長の家政治連合（略称：生政連）は活動停止した。1995年（平成7年）には正式に総務大臣へ解散届を提出した。

## 所属議員・出身議員
- 玉置和郎 - 自由民主党元・参議院議員、元総務庁長官、1965年初当選[1]
- 村上正邦 - 自由民主党元参議院議員、元・労働大臣、1980年初当選[1]
- 寺内弘子 - 自由民主党元参議院議員、元・生長の家政治連合職員、1986年初当選[1]
- 小山孝雄 - 自由民主党元参議院議員、元・生長の家政治連合職員、1995年初当選